# جزیره گرمایی شهری

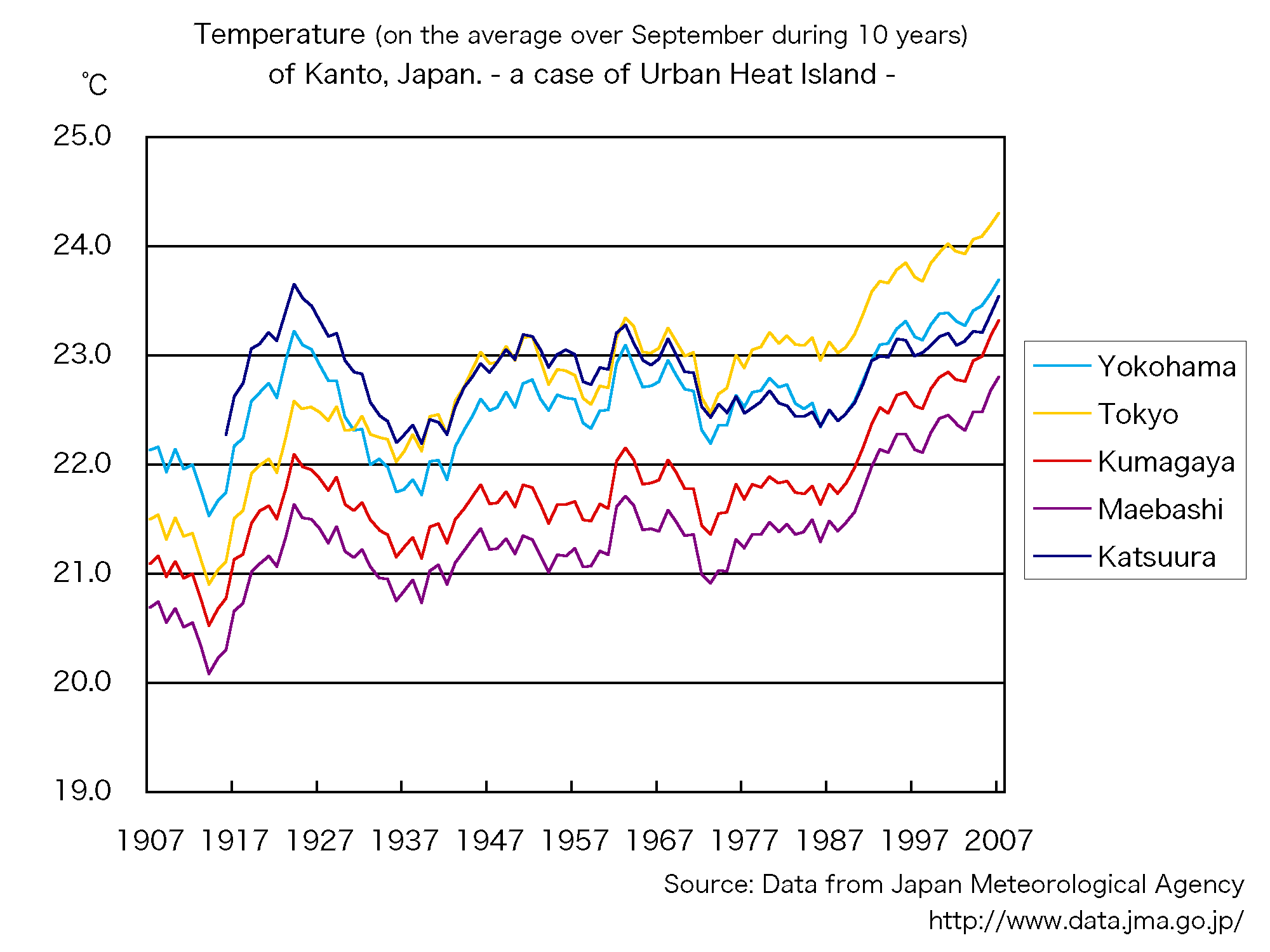
توکیو نمونه‌ای از جزیره گرمایی شهری است. دمای معمولی توکیو از دمای شهرهای اطراف بالاتر می‌رود.

جزیرهٔ گرمایی شهری (به انگلیسی: Urban heat island) به پدیدهٔ بالا بودنِ چشمگیرِ درجهٔ دمای برخی از شهرها یا مناطق شهری در مقایسه با حومه شهر یا محدوده‌های روستاییِ نزدیکشان گفته می‌شود. چنین پدیده‌ای به بروز مشکلات فراوانی انجامیده است. دمایِ مناطق شهری در بسیاری از جاهای دنیا به اندازهٔ چشمگیری از مناطق روستاییِ مشابه‌شان بیشتر است. این پدیده نخستین بار به دست لوک هاورد در سال ۱۸۱۰ شناسایی شده است.
معمولاً اختلافِ دما در شب بیشتر از روز است و این هنگامی که وزشِ باد ضعیف است آشکارتر می‌شود. جزایرِ گرمایی هم در تابستان و هم در زمستان دیده می‌شود. علت اصلیِ جزایر گرمایی شهری تغییر چیدمانِ زمین در پیِ توسعهٔ شهری است. رشدِ مراکز پرجمعیت شهری به سطح بزرگتری در شهرها انجامیده و با میانگین دما رابطهٔ متناظر دارد. گذشته از تأثیر بر دما، جزایر گرمایی می‌توانند تأثیرهای فرعی بر آب‌وهوای محلی نیز داشته باشند؛ برای نمونه: تغییر الگویِ بادهایِ محلی، گسترش ایجاد ابرها و مه، رطوبت و میزان بارش.
گرمایشِ ساختمان‌ها، آلودگیِ هوا و استفاده از مصالح نامناسب در کف‌سازی خیابان‌ها و کوچه‌ها مانند آسفالت که جاذب نور خورشید است برخی از عواملِ تأثیرگذار بر ایجاد اثر جزایر گرمایی هستند. برای کاهش این اثر، در طراحیِ سطوح خیابان‌ها و پیاده‌روها و پشت‌بام‌ها می‌توان تغییرهایی ایجاد کرد. در این زمینه پژوه‌شهای گسترده‌ای به دست گروه جزایر گرمایی در آزمایشگاه لورنس واقع در برکلی انجام شده است. این گروه راهکارهایی مانند ساختن روکش‌های جاده‌ای سرد و بام‌های سرد را پیشنهاد کرده‌اند. نتایج یک مطالعه همچنین نشان داده است جزایر حرارتی می‌توانند متأثر از نزدیکی به انواع مختلف پوشش‌های اراضی باشند، به‌طوری‌که مجاورت با زمین‌های بایر موجب گرم‌تر شدن زمین‌های شهری و مجاورت با پوشش گیاهی موجب خنک‌تر شدن آن شود.

## دلایل پیدایش جزایر گرمایی شهری

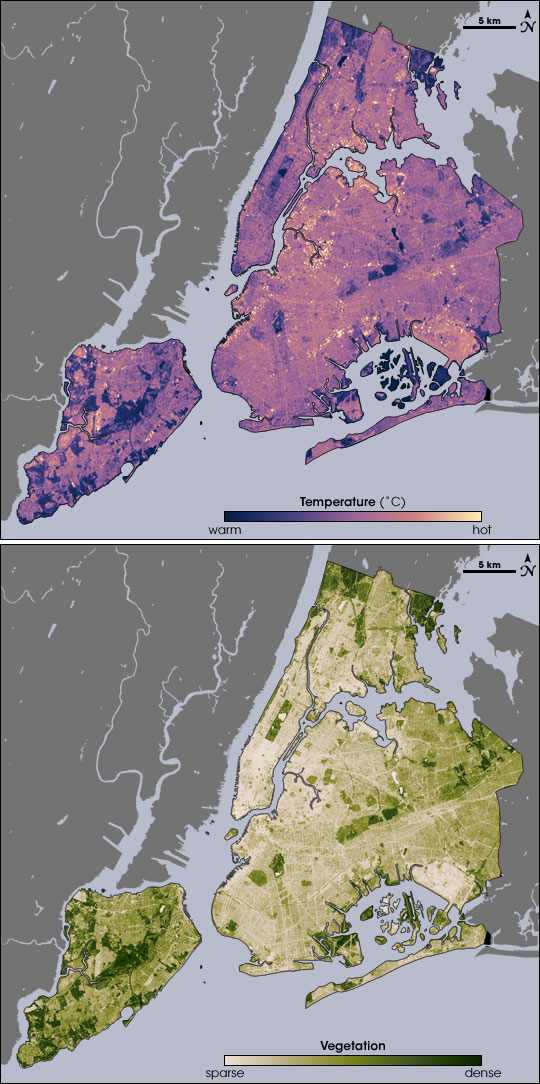
تصاویر ماهواره‌ای فروسرخ از شهر نیویورک. مقایسه نقشه گرمایی (بالا) و نقشه پوشش گیاهی (پایین) نشان می‌دهد که هرجایی که پوشش گیاهی متراکم‌تر است دما پایین‌تر می‌باشد.

یک کلان‌شهر آب و هوای ویژه خود را می‌سازد که آن هم مشکلاتِ ویژه خود را در پی خواهد داشت. بررسی‌های ماهواره‌ای نشان می‌دهد که به دلیل از بین بردن رستنی‌ها و گیاهان و جایگزینی آن‌ها با مصالح، به ویژه مصالح تیره رنگِ ساختمانی در تمامی شهرهای بزرگ زمین چنین مشکلی پدیدار شده است. مواد تیرهٔ ساختمانی در طول روز گرما را جذب می‌کنند و تا ساعت‌ها پس از غروب آفتاب آن را نگه می‌دارند. هنگامی که سطح زمین از انبوه رستنی‌ها و گیاهان سبز پوشیده شده یا خاک آن مرطوب باشد، گرمای جذب شده با تبخیر آب گیاهان به سرعت جایگزین می‌گردد و گیاهان آب خود را از طریق برگ‌ها از دست می‌دهند که به خنک شدن هوا می‌انجامد.
در واقع انرژیِ ورودیِ خورشیدی در مناطق غیرشهری موجب تبخیر آبِ گیاهان و خاک می‌شود. این گرمای نهان تبخیر به تغییر حالت آب از مایع به بخار گشته و از این رو دمای مناطق غیر مسکونی افزایش نمی‌یابد. اما شهرها خاک و گیاه کمتری دارند و از این رو اندازهٔ زیادی از انرژی ورودی خورشید مستقیم موجب گرمای خیابان‌ها و ساختمان‌ها می‌گردد که افزایش سریعتر دمای هوای شهرها را در پی دارد. کمبودِ گیاه معمولاً خود موجب بروز مشکلات دیگری نیز از جمله افزایش سطح آلاینده‌های گوناگون در هوای شهر، هدر رفتن آب و نیز از دست رفتن آب بارندگی‌ها، افزایش آلودگی صوتی، افزایش مشکلات روانی و دیگر می‌شود.
گرمای ذخیره‌شده در خیابان‌ها و ساختمان‌ها به آهستگی در شب به هوا گسیل می‌شود و از این رو روندِ کاهش دما کند می‌شود. ساختمان‌های بلندتر، گرمای بیشتری را در خود نگه می‌دارند و روندِ خنک شدن هوا را کندتر می‌کنند. در فصل تابستان در کنار فرایند جذب پرتو فرابنفش و گسیل تابشِ فروسرخ، همه مناطق مانند پشت‌بام ساختمان‌ها، کفِ خیابان‌ها و سطوح تیره‌رنگ گرما را جذب نموده و آن را در هوا منتشر می‌کنند. بیشترِ پشت‌بام‌ها تیره‌رنگ هستند و این سطوحِ تیره‌رنگ حدود نیمی از مساحت شهرها را دربر گرفته است. این بخش‌ها گرمای گسیل‌شده از سوی خورشید را جذب کرده در خود نگاه می‌دارند که به افزایشِ دمای مناطق مسکونی از ۲ تا ۱۵ درجه سانتیگراد شده و به نام پدیده جزیره گرمایی شناخته می‌شود. این گرما نه تنها باعث افزایش مصرف انرژی برای خنک کردن ساختمان‌ها و افزایش سرانهٔ بارِ مالی به ویژه در ماه‌های گرم سال و در مناطق مرکزی شهرها می‌شود، به آلودگی‌هایی در جو نیز می‌انجامد؛ مانند: تولید گاز اُزن و افزایش ترکیبات زیان بار گوگردی و دیگر آلاینده‌های آسیب‌رسان در زمین.

## ویژگی‌های جزایر گرمایی شهری
اگرچه جزایر گرمایی امروزه در نقاط مختلفی از شهرهای رو به گسترش جهان صنعتی و در حال توسعه پدیدار گشته و دارای تفاوت‌هایی در بعد و شکل هستند؛ اما ویژگی‌های کلی زیر را دارند:
- در مقایسه با مناطق دست‌نخوردهٔ اطراف شهر گرم تربوده و الگوی رفتاری متمایز، پیچیده‌تر و گاه غیرقابل پیش‌بینی‌تری در روز از خود نشان می‌دهند. معمولاً در ساعات آخر روز و بعد از غروب آفتاب گرم‌ترین شرایط و کمی بعد از طلوع آفتاب خنک‌ترین شرایط را دارند.
- معمولاً باعث افزایش دما در سطوح شهری می‌شوند، این امر به دلیل جذب گرمای بیشتر در سطوح ساختهٔ انسان یا به اصطلاح محیط‌های مصنوعی به نسبتِ پوشش‌هایِ طبیعی است.
- افزایش درجه گرمای هوا و سطوح در شرایط آسمان صاف و آب و هوای آرام (بدون باد) بیشترین حد خود را دارا می‌باشد.
- مناطق توسعه یافته‌تر در مقایسه با مناطق دست‌نخورده‌تر معمولاً گرم‌ترند.

## انواع جزایر گرمایی شهری
به‌طور کلی جزایر گرمایی را می‌توان در سه دسته طبقه‌بندی کرد:
- جزیرهٔ گرمایی پدیدارشده در سطوح شهری[۱۳]
- جزیرهٔ گرمایی پدیدارشده در لایه تاج پوش شهر[۱۴]
- جزیرهٔ گرمایی پدیدارشده در لایه مرزی[۱۵]

### جزیره گرمایی در سطوح شهری
این نوع جزیره گرمایی توسط افزایش دما در سطوح شهری نظیر ساختمان‌ها، جاده‌ها، کف سازی‌ها، فضاهای باز، حجم‌ها آبی و پوشش‌های گیاهی ایجاد می‌شود. در واقع در این نوع جزایرگرمایی، با اندازه‌گیری اشعه فروسرخ منتشر شده توسط سطوح می‌توان مناطق داغ شهری را شناسایی کرد.

### جزیره گرمایی در لایه تاج پوش شهر
این نوع جزیره گرمایی در لایه تاج پوش یا لایه هوای نزدیک به خط آسمان شهر شکل می‌گیرد. لایه تاج پوش در حقیقت جایی است که ما در آن زندگی می‌کنیم. در واقع، این محدوده لایه هوایی است که از سطح زمین تا سطح بالایی درختان و ساختمان‌ها وجود دارد. در مطالعات مربوط به جزایر گرمایی، دمای هوای لایه تاج پوش معمولاً در ارتفاع مردم یا در حدود ۱٫۵ تا ۳ متر بالاتر از سطح زمین در نظر گرفته می‌شود.

### جزیره گرمایی در لایه مرزی
این نوع جزیره گرمایی در لایه مرزی هوا تشکیل می‌شود. لایه مرزی در بالای لایه تاج پوش قرارگرفته (در ارتفاع ۲۰۰۰ متری) و معمولاً ضخامت این لایه از ۱۰۰۰–۱۰۰ متر متغیر است.

## اثرات جزایر گرمایی شهری
بالا رفتن دما در اثر جزیره گرمایی تأثیراتی بر محیط زندگی و کیفیت جوامع می‌گذارد

### افزایش انتشار گازهای گلخانه‌ای و آلودگی هوا
خورشید که تنها منبع گرمایی خارج از کره زمین است به صورت پرتوهای نور مرئی و پرتوهای فرابنفش با طول موج‌های کوتاه تابش خود را به سوی زمین گسیل می‌کند. از پرتوهای رسیده نزدیک به ۲۵٪ توسط جو زمین جذب شده و ۲۵٪ توسط سطوح فوقانی ابرها به سوی فضا بازتابش می‌شوند. بقیه این پرتوها در زمین جذب شده و سطح آن را گرم می‌کند. زمین اندازهٔ چشم‌گیری از انرژی دریافت‌شده از خورشید را به فضا تشعشع می‌کند. این پرتوها به صورت اشعه فروسرخ گسیل می‌شوند.
گازهای گلخانه‌ای همچون بخار آب، دی‌اکسیدکربن، متان و اکسیدهای نیتروژن پرتوهای فروسرخ تشعشع شده از سطح زمین را جذب می‌نمایند. جو زمین همانند شیشه‌های گلخانه عمل می‌کند، اجازه می‌دهد که پرتوهای با طول موج کوتاه وارد شوند اما جلوی خروج پرتوهای با طول موج بلند را می‌گیرد. این روند به افزایش دمای جو انجامیده که اثر گلخانه‌ای نامیده می‌شود. افزایش ازن در سطح زمین برای تندرستی انسان بسیار زیان‌آور است و به ویژه به دستگاه تنفسی و بینایی آسیب می‌رساند. افزون بر آن از آنجایی که ازن به سادگی با مولکول‌های دیگر ترکیب می‌شود و آن‌ها را اکسیداز می‌کند بسیار به بافت‌های زنده گیاهان و جانوران آسیب می‌رساند. ازنِ سطح زمین یک آلایندهٔ کلیدی است که به ویژه در روزهای بدون ابر تابستان در شهرهای بزرگ سراسرجهان وجود دارد و ایجاد و افزایش آن، با اثر پدیده جزیره گرمائی شهر، پیوندی تنگاتنگ و ناگسستنی دارد. گذشته از تأثیر بر دما، جزایر گرمایی می‌توانند تأثیرات فرعی بر آب‌وهوای محلی نیز داشته باشند که تغییر الگوی بادهای محلی، گسترش ایجاد ابر و مه، و تغییر در رطوبت و اندازهٔ بارش را در بر می‌گیرد. برخی دیگر از اثرات بدِ جزایر گرمایی اینها می‌باشند:

### افزایش مصرف انرژی
دمای بالاتر در تابستان، افزایش تقاضای انرژی برای سرمایش را به همراه دارد و به فشار بر شبکهٔ برق در مدت اوج مصرف برق می‌انجامد. اثر جزایر گرمایی ۵ الی ۱۰ درصد از اوج تقاضای برق برای سرمایش ساختمان‌ها در شهرها را بر عهده دارد.

### افزایش انتشار هوای آلوده و گازهای گلخانه‌ای
افزایش تقاضای انرژی عموماً باعث افزایش انتشارات آلایندهٔ هوا و گازهای گلخانه‌ای از کارخانه‌های تولید برق می‌شوند.

### تهدید سلامتی
جزایر گرمایی می‌توانند مستقیم یا غیرمستقیم بر سلامتی و بهزیستی اجتماعی شهروندان تأثیرگذارند. روزها و شب‌های گرمتر و آلوده‌بودن هوا می‌تواند به افزایشِ ناراحتی‌های عمومی، مشکلات تنفسی، خستگی، گرمازدگی و مرگ و میرهای ناشی از گرما بینجامد. تنها در آمریکا به‌طور متوسط سالانه ۱۰۰۰ نفر بر اثر شدت گرما می‌میرند.

### کاهش کیفیت آب
سطوح گرم و سطوح بام گرمای اضافی را به سیلاب‌ها منتقل می‌کنند که به لوله‌های زهکشی می‌روند و دمای آب را بالا برده و این آب به رودخانه‌ها، دریاچه‌ها و برکه‌ها می‌ریزد. تغییرات سریع گرما می‌تواند زیست‌بوم آبزیان را به خطر اندازد.

## راهبردهای کاهش اثرات جزایر گرمایی شهری
بسیاری از کشورها برای کاهش این اثرات چهار راهبرد را در پیش گرفته‌اند که اندازهٔ تأثیر این راهبردها بسته به عواملی دارد که برخی در دست و برخی خارج از دست آدمی می‌باشند؛ مانند شرایط اقلیمی و آب و هوایی منطقه، عارضه‌نگاری، زمین‌شناسی و غیره. در دیگر موارد برنامه‌ریزان و طراحان شهری بهتر است در زمینه ساختِ چشم‌انداز و به‌کارگیری مصالح مصرفی بهتر و به‌کارگیری بهتر زمین در میزان انرژی مصرفی صرفه‌جویی کنند. راهبردهای کاهش جزیره گرمایی شهری عبارتند از:
- افزایش سطح درخت و پوشش گیاهی
- ساخت بام سبز[۱۹]
- ساخت پشت‌بام سرد[۸]
- به‌کارگیریِ کف سرد[۷]

استفاده از هر کدام از این راهبردها یا ترکیبی از آن‌ها کاهش دهنده آلودگی هوا و آلودگی‌های محیط زیست، انتشار گازهای گلخانه‌ای، مصرف انرژی، تولید پسماندهای جامد، مرگ و مریضی بر اثر گرما می‌باشد. همچنین بهبود کیفیت آب و کنترل سیلابها، محافظت از موجودات زنده، افزایش دوام سطوح و عدم نیاز به تعمیرات و نگهداری مدوام آن‌ها و نیز منافع فراوان مالی برای مالکان و ساکنان بناها را به همراه خواهد داشت. به کار بردن سطوح سرد می‌تواند راهکار جامعی برای کاهش دمای هوا باشد، که به میزان قابل توجهی اثرات نامطلوب ذکر شده را کاهش می‌دهد. همان‌طور که اشاره شد کف‌ها و پشت‌بام‌های بیشتر از دیگر بدنه‌های شهری در معرض تابش آفتاب قرار دارند و به میزان قابل توجهی گرم می‌شوند. براساس نمودار توزیع تابش، مشاهده می‌شود که بخش زیادی از طیف تابش را اشعه فروسرخ تشکیل می‌دهد و این اشعه پس از برخورد با سطوح کف و پشت‌بام به گرما تبدیل می‌شود. در یک روز گرم و آفتابی تابستان، این سطوح می‌توانند دمایی معادل ۲۷ تا ۵۰ درجه گرمتر از اطرافشان پیدا کنند. مؤثرترین راه برای مقابله کردن با این اثر بازتابش بیشتر تابش آفتاب و بازگرداندن آن به فضاست.

### افزایش درختان و پوشش گیاهی
کاشت درختان سایه‌دار به عنوان نخستین، ساده‌ترین و زیباترین راه‌حل است. اکنون با ریشه‌کنی فضاهای سبز و مصرف بیشتر سوخت‌های فسیلی، این گرما به اندازه خطرناکی افزایش یافته است. در منطقه‌ای با انبوه گیاهان سرسبز، بیشتر انرژی خورشیدی صرف روند سوخت‌وساز می‌شود. گیاه همچنین با رهاسازی رطوبت موجود در اندام‌های خود، باعث خنک شدن هوا می‌شود. در شهرها آسفالت، آجر و بتن جایگزین گیاهان شده‌اند. این سطوح توانایی بازتابش کمتری دارند و بنابراین انرژی خورشیدی را جذب و نگه‌داری می‌کنند. شکل دره مانند شهرها با ساختمان‌های بلند، باعث خروج گرمای کمتری به سوی آسمان می‌شود. این گرما به وضوح در شب‌های تابستان به چشم می‌خورد و گرمای مناطق شهری بسیار بیشتر از مناطق پیرامون آن است. گیاهان، به ویژه درختان، با ایجاد سایه در روی سطح زمین، به‌طور مستقیم، و با رهاسازی رطوبت در جو و افزایش آب در هوا، به‌طور غیر مستقیم، باعث خنکی شهر می‌شوند. پیش‌گیری از آلودگی‌های صوتی با جلوگیری از حرکت امواج صوت، نگهداری و جلوگیری از فرسایش خاک توسط ریشه، گرفتن ضربه ناشی از بارش به ویژه رگبار و در نتیجه ممانعت از فرسایش خاک، جذب آلاینده‌های گوناگون از هوا و غیره از دیگر فواید کاشت درختان است. با کاشت علمی درختان مناسب، تا ۴۰٪ در اثر سایه درختان و ۳۰٪ به دلیل افزایش رطوبت، کاهش اثر پدیده جزیره گرمایی را به دنبال دارد؛ و این جدای از تمیزی، زیبایی و طراوتی است که با انبوه درختان به دست می‌آید.
پژوهش‌های اخیر اما بیان می‌کند که کیفیت تأثیر گذاری درختان شهری در کنترل جزائر حرارتی بسیار تحت تأثیر شرایط محیطی نظیر موفولوژی شهری، جهت‌گیری معابر، هندسه و تناسبات دره‌های شهری و کیفیت و موقعیت قرارگیری درختان در این معابر می‌باشد.

### بام سبز

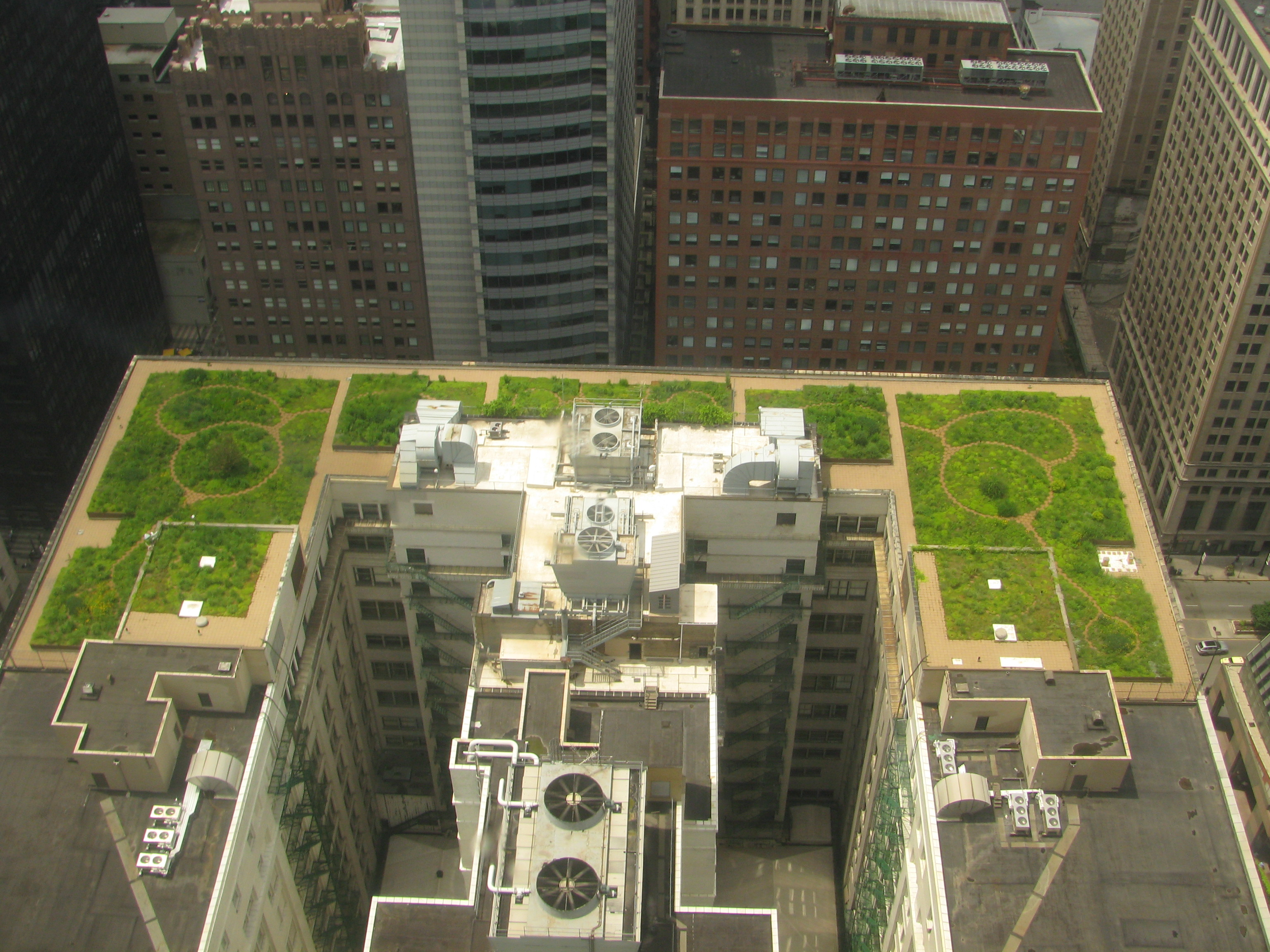
بام سبز سیتی‌هال شیکاگو

بام‌ها، جاذب انرژی و گرمای خورشیدی بوده و یکی از عوامل تأثیرگذار در ظهور پدیده جزایرگرمایی تلقی می‌شود در واقع یکی از راهکارهای مقابله با جزیره گرمایی، بام‌های سبز شهری است که با رهاسازی رطوبت در جو و افزایش آب درهوا به‌طور غیرمستقیم باعث خنکی شهر می‌شوند کاشت علمی درختان مناسب، تا ۴۰٪ در اثر سایه درختان و ۳۰٪ به دلیل افزایش رطوبت، کاهش اثر دیده جزیره گرمایی را به دنبال دارد بام‌های سبز شهری به انواع یکی از رویکردهای مؤثر مواجهه با جزایرحرارتی شهری در کلانشهرهای بزرگ کشور به منظور صرفه‌جویی انرژی، بهبود منافع زیست‌محیطی و زیبایی‌شناسی و کاهش آلاینده‌های شهری می‌باشد.

### نصب پشت‌بام‌های سرد (بازتابنده)
در یک منطقه شهری حدود ۲۵٪ سطوح را پشت‌بام‌ها تشکیل می‌دهند. حدود ۹۰٪ این پشت‌بام‌ها تیره رنگ می‌باشند. بسیاری از پشت‌بام‌های موجود فقط ۱۰ تا ۲۰٪ نور خورشید را منعکس می‌کنند و مقدار بیشتری از تابش را جذب نموده وارد بنا می‌کند. دمای پشت‌بام تیره می‌تواند از ۵۰ درجه تا ۸۰ درجه بالا رود، در نتیجه: تقاضای بیشتر برق در زمان اوج مصرف برای وسایل سرمایشی، افزایش هزینه‌های مصرف انرژی، کاهش آسایش ساکنان، افزایش آلودگی هوا در اثر جزیره گرمایی شهری و تسریع فرسایش مصالح پشت‌بام و ازدیاد پسماندهایی جامد را به همراه دارد.
پشت‌بام سرد گرمای خورشید را به جای آن که به داخل ساختمان انتقال دهد، آن را به فضا بازتاب می‌نماید و دمای داخل را ثابت نگه می‌دارد. مبنای مطالعات در این زمینه بر پایه «برنامه جهان سرد» می‌باشد، که توسط گروه جزیره گرمایی در اتحادیه فناوری‌های انرژی محیطی در آزمایشگاه ملی لارنس برکلی و دانشگاه کالیفرنیا در سال ۱۹۸۰ طرح‌ریزی شده است. در دهه ۱۹۹۰ ساخت انواع محصولات در رابطه با پشت‌بام سرد در حوزه مسکونی، صنعتی و تجاری رونق گرفت. در سال ۲۰۰۱ به شرکت‌ها و محصولات مرتبط با پشت‌بام سرد نشان‌ها ی مختلفی اعطا شد و از همان سال این گزینه جزء شاخص‌های دریافت نشان پیشرو در طراحی محیطی و انرژی شد. همچنین برخی کشورها مانند آمریکا برای تشویق مردم به افرادی که تمایل به تغییر پشت‌بام خود دارند اعتبار مالی اختصاص دادند. از آن زمان تاکنون انواع پروژه‌های پژوهشی و آزمایشگاهی به منظور رسیدن به هدف اصلی که همان کاهش اثرات جزایر گرمایی می‌باشد انجام گرفته است.

### کفسازی سرد (بازتابنده)
کف‌ها در شهر عبارتند از به کار بردن مصالح و ساخت سطوحی بر روی زمین طبیعی. مانند انواع محوطه‌های پارکینگها، پیاده‌روها، محوطه ورودی ساختمان‌ها، کف‌های انسان ساخت در پارک‌ها، خیابان‌ها و جاده‌ها و کلیه سطوح رفت‌وآمد مثل کوچه‌ها. این سطوح معمولاً با مصالح سخت و تیره مانند آسفالت و بتن ساخته می‌شوند؛ بنابراین مقدار معتنابهی گرمابه دلیل تابش آفتاب جذب می‌کنند مانند کسی که در برابر تابش آفتاب لباس تیره بر تن داشته باشد. سطوح تیره در یک روز گرم تابستان در حدود ۴۰ درجه گرمتر از سطوحی می‌شوند که از مصالح سفید و بازتابنده ساخته شده‌اند. برای داشتن سطوح سرد در کف‌ها باید از مصالح با دو ویژگی خاصی استفاده نمود؛ مصالح نفوذپذیر و دارای سپیداییِ بالا. استفاده از مصالح بازیافت‌پذیر در سطوح شهری نیز می‌تواند اثرات مطلوبی بر کاهش پسماندهای ناشی از تولید داشته باشد.

### خودرو سرد
افزوده‌شدن هر خودرو به محیط شهری به معنای افزوده‌شدن یک منبع آلاینده، گرمادهنده و مشارکت‌کننده در پدیده جزیره گرمایی شهری است. با توجه به تعداد هنگفت خودروها در کلان‌شهرها می‌توان گفت که یکی از منابع مهم ایجاد و تقویت پدیده جزیره گرمایی شهرها خودروهای موجود در آن هستند. هرچه خودرو گرمای کمتری به هوا گسیل کند، تأثیر کمتری بر افزایش پدیده جزیره گرمایی شهری خواهد داشت. ساده‌ترین راه کاهش ایجاد گرما، سودجستن از رنگ‌های روشن به جای رنگ‌های تیره در خودرو است. با اتخاذ تدابیر و ترفندهای مهندسی در ساخت خودرو باید رهاسازی گرمایی آن را به کمترین حالت ممکن رسانید تا بتوان کاهش زیادی در پدیده جزیره گرمایی داشت. در خصوص خودروها ساخت و گسترش شبکه ترابری عمومی می‌تواند مهم‌ترین راه کاهش این پدیده باشد.